# Cuscuta bonafortunae
Cuscuta bonafortunae är en vindeväxtart som beskrevs av Costea, I.García. Cuscuta bonafortunae ingår i släktet snärjor, och familjen vindeväxter. Inga underarter finns listade i Catalogue of Life.